# Hirotaka Uchizono
Hirotaka Uchizono (født 27. april 1987) er en japansk fodboldspiller.
Han har spillet for flere forskellige klubber i sin karriere, herunder Kagoshima United FC.